# Microsoft Plus!
Мајкрософт плас је заједничко име за Мајкрософтове програмске пакете и који служе за побољшање оперативних система Microsoft Windows. Последње издање је Plus! SuperPack са проширеним избором скринсејвера, тема и игара као и програма за уређивање мултимедије. Мајкрософт плас је био најављен 31. јануара 1994. под међународним именом Фростинг (енгл. Frosting).